# ECHS1
ECHS1 (англ. Enoyl-CoA hydratase, short chain 1) – білок, який кодується однойменним геном, розташованим у людей на короткому плечі 10-ї хромосоми.  Довжина поліпептидного ланцюга білка становить 290 амінокислот, а молекулярна маса — 31 387.
| 10         |  | 20         |  | 30         |  | 40         |  | 50         |
| ---------- |  | ---------- |  | ---------- |  | ---------- |  | ---------- |
| MAALRVLLSC |  | VRGPLRPPVR |  | CPAWRPFASG |  | ANFEYIIAEK |  | RGKNNTVGLI |
| QLNRPKALNA |  | LCDGLIDELN |  | QALKTFEEDP |  | AVGAIVLTGG |  | DKAFAAGADI |
| KEMQNLSFQD |  | CYSSKFLKHW |  | DHLTQVKKPV |  | IAAVNGYAFG |  | GGCELAMMCD |
| IIYAGEKAQF |  | AQPEILIGTI |  | PGAGGTQRLT |  | RAVGKSLAME |  | MVLTGDRISA |
| QDAKQAGLVS |  | KICPVETLVE |  | EAIQCAEKIA |  | SNSKIVVAMA |  | KESVNAAFEM |
| TLTEGSKLEK |  | KLFYSTFATD |  | DRKEGMTAFV |  | EKRKANFKDQ |  |            |

A: Аланін

C: Цистеїн

D: Аспарагінова кислота

E: Глутамінова кислота

F: Фенілаланін

G: Гліцин

H: Гістидин

I: Ізолейцин

K: Лізин

L: Лейцин

M: Метіонін

N: Аспарагін

P: Пролін

Q: Глутамін

R: Аргінін

S: Серин

T: Треонін

V: Валін

W: Триптофан

Кодований геном білок за функцією належить до ліаз. 
Задіяний у таких біологічних процесах як метаболізм жирних кислот, метаболізм ліпідів. 
Локалізований у мітохондрії.